# دونكان جيمس سنكلير
دونكان جيمس سنكلير هو سياسي كندي، ولد في 1 يوليو 1867 في كندا، وتوفي في 17 أغسطس 1943. حزبياً، نشط في الحزب الليبرالي الكندي. وقد انتخب عضو مجلس العموم الكندي.